# Scarpone
La casa de Scarpone descendia de Richwin, comte de Scarpone (Scarpone era una ciutat important i seu d'un comtat del qual no queda res i que no estava lluny de Dieulouard). El seu fill Lluís va rebre els comtats de Montbéliard, Altkirch i Ferrette i va obtenir el comtat de Bar per matrimoni.
```
Richwin, comte de Scarpone
X Hildegarda d'Egisheim
│
└─> 
Lluís
 (mort el 1070/1073), 
comte de Montbéliard
, d'
Altkirch
 i 
de Ferrette

X 
Sofia de Bar

│
├─> 
Thierry I
 (1045 † 1105), comte de Montbéliard, de Bar i de Mousson
│ X 1065 Ermentruda de Borgonya (1055 † 1105)
│ │
│ ├─> 
Thierry II
 (1081 -1163), comte de Montbéliard
│ │ │
│ │ ├─> Thierry III, mort entre 1155 i 1160
│ │ │ X Gertruda d'Habsburg
│ │ │
│ │ ├─> Sofia (morat el 1148), hereva de Montbéliard
│ │ │ X Ricard II, comte de Montfaucon.
│ │ │
│ │ ├─> Estevaneta
│ │ │ X Folmar, comte de Saarewerden
│ │ │
│ │ └─> Ermentruda
│ │ X Eudes, comte de la Roche
│ │
│ ├─> Lluís (mort el 1103)
│ │
│ ├─> 
Fredric I
 (mort el 1160), comte de 
Ferrette
 i d'
Altkirch

│ │ X 1) 1111 Petrissa de Zähringen (morta el 1115)
│ │ X 2) Estevaneta de Vaudémont
│ │ │
│ │ └2> 
Lluís I
 (mort el 1190), comte de Ferrette
│ │ X Riquenza d'Habsburg (mort el 1180)
│ │ │
│ │ ├─> Lluís (mort abans del 1188)
│ │ │
│ │ ├─> Ulric I (mort el 1197), comte de Ferrette
│ │ │
│ │ ├─> Frederic II (mort el 1234), comte de Ferrette
│ │ │ X Heilwig d'Urach
│ │ │ │
│ │ │ ├─> Ulric II (mort el 1275), comte de Ferrette
│ │ │ │ X Agnès de Vergy
│ │ │ │ │
│ │ │ │ ├─> Enric (mort el av.1256)
│ │ │ │ │
│ │ │ │ ├─> Frederic, prior a Altkirch (1256-69)
│ │ │ │ │
│ │ │ │ ├─> Lluís (mort abans del 1281), comte de Ferrette, senyor de Florimont
│ │ │ │ │ X N de Rappoltstein
│ │ │ │ │ │
│ │ │ │ │ └─> Ulric, senyor de Florimont
│ │ │ │ │
│ │ │ │ ├─> Teobald, comte de Ferrette
│ │ │ │ │ X Caterina de Klingen
│ │ │ │ │ │
│ │ │ │ │ ├─> Ulric III (mort el 1324), comte de Ferrette
│ │ │ │ │ │ X 1303 Joana de Borgonya (morta el 1347)
│ │ │ │ │ │ │
│ │ │ │ │ │ ├─> Joana (1300 -1351), comtessa de Ferrette
│ │ │ │ │ │ │ X 1324 Albert II (1298 -1358), duc d'Àustria
│ │ │ │ │ │ │
│ │ │ │ │ │ └─> Ursula (morta el 1367), dama de Belfort
│ │ │ │ │ │ X 1) Hug (mort el 1354), comte d'Hohenberg
│ │ │ │ │ │ X 2) Guillem de Montfort (mort el 1373)
│ │ │ │ │ │
│ │ │ │ │ ├─> Teobald (mort elabans dels 1312)
│ │ │ │ │ │
│ │ │ │ │ ├─> Joan, senyor de Rougemont
│ │ │ │ │ │
│ │ │ │ │ ├─> Herzelinda, (morta el 1317)
│ │ │ │ │ │ X Otó d'Ochsenstein (mort el 1327)
│ │ │ │ │ │
│ │ │ │ │ └─> Sofia (morta el 1344)
│ │ │ │ │ X Ulric III (mort el 1344), comte de Wurtemberg
│ │ │ │ │
│ │ │ │ ├─> Adelaida
│ │ │ │ │ X Ulric de Regensberg
│ │ │ │ │
│ │ │ │ ├─> Sofia
│ │ │ │ │ X Conrad, comte d'Horbourg
│ │ │ │ │
│ │ │ │ └─> Estefania (morta el 1276)
│ │ │ │ X Konrad Werner d'Hattstatt (mort el 1320)
│ │ │ │
│ │ │ ├─> Ludwig (mort el 1236)
│ │ │ │
│ │ │ ├─> Bertold (mort el 1262), bisbe de Basilea
│ │ │ │
│ │ │ ├─> Albert
│ │ │ │
│ │ │ ├─> Adelgarda (morta després de 1282)
│ │ │ │ X 1226 Thierry (mort el 1282), comte de Montbéliard
│ │ │ │
│ │ │ └─> Anna, abadessa de Secken (1260-73)
│ │ │
│ │ └─> Helwida (morta el 1188)
│ │
│ ├─> 
Renald I
 (1090 -1150), comte de Bar i senyor de Mousson
│ │ X 1) N.
│ │ X 2) 1120 Gisela de Vaudémont (1090 -1141)
│ │ │
│ │ ├1> N. (1113 - abans del 1120)
│ │ │
│ │ ├2> Hug (v.1120 -1141)
│ │ │
│ │ ├2> Agnès
│ │ │ X 1140 Albert I (mort el 1163), comte de Chiny 
│ │ │
│ │ ├2> Clemència
│ │ │ X 1) 1140 
Renald II
, 
comte de Clermont
 (1070 † 1162)
│ │ │ X 2) Teobald III, senyor de Crépy
│ │ │
│ │ ├2> 
Renald II
 (1115 -1170), comte de Bar
│ │ │ X 1155 Agnès de Xampanya (1138 -1207)
│ │ │ │
│ │ │ ├─> 
Enric I
 (1158 -1190), comte de Bar
│ │ │ │
│ │ │ ├─> 
Teobald I
 (1158 -1214), comte de Bar
│ │ │ │ X 1) 1176 Laureta de Looz (morta el 1190)
│ │ │ │ X 2) 1189 Ermesinda de Brienne (1189 -1211)
│ │ │ │ X 3) 1195 
Ermesinda I
 (1186 -1247), comtessa de Luxemburg,
│ │ │ │ │
│ │ │ │ ├1> Agnès (morta el 1226)
│ │ │ │ │ X 1189 
Frederic II de Lorena
 (mort el 1213), 
duc de Lorena

│ │ │ │ │
│ │ │ │ ├2> 
Enric II
 (1190 -1239), comte de Bar
│ │ │ │ │ X 1219 Felipa de Dreux (1192 -1242)
│ │ │ │ │ │
│ │ │ │ │ ├─> Margarida (1220 -1275)
│ │ │ │ │ │ X 1240 
Enric V
 (1217 -1281), 
comte de Luxemburg

│ │ │ │ │ │
│ │ │ │ │ ├─> 
Teobald II
 (vers 1221 -1291), comte de Bar
│ │ │ │ │ │ X 1) 1243 Joana de Dampierre
│ │ │ │ │ │ X 2) 1266 Joana de Toucy
│ │ │ │ │ │ │
│ │ │ │ │ │ ├2> 
Enric III
 (1259 -1302)
│ │ │ │ │ │ │ X 1293 
Elionor d'Anglaterra
 (1269 - 1297)
│ │ │ │ │ │ │ │
│ │ │ │ │ │ │ ├─> 
Eduard I
 (1295 -1336), comte de Bar
│ │ │ │ │ │ │ │ X Maria de Borgonya
│ │ │ │ │ │ │ │ │
│ │ │ │ │ │ │ │ ├─> 
Enric IV
 (mort el 1344), comte de Bar
│ │ │ │ │ │ │ │ │ X 1338 Iolanda de Dampierre (1331 -1395)
│ │ │ │ │ │ │ │ │ │
│ │ │ │ │ │ │ │ │ ├─> 
Eduard II
 (1339 -1352), comte de Bar
│ │ │ │ │ │ │ │ │ │
│ │ │ │ │ │ │ │ │ └─> 
Robert I
 (1344 -1411), comte i després duc de Bar
│ │ │ │ │ │ │ │ │ X 1364 
Maria de França
 (1344 -1404)
│ │ │ │ │ │ │ │ │ │
│ │ │ │ │ │ │ │ │ ├─> 
Iolanda
, (1365 -1431)
│ │ │ │ │ │ │ │ │ │ X 1384 
Joan I d'Aragó
 (1350 -1395)
│ │ │ │ │ │ │ │ │ │
│ │ │ │ │ │ │ │ │ ├─> Enric de Marle (1366 -1396), senyor de Marle
│ │ │ │ │ │ │ │ │ │ X Maria de Coucy (1366 -1405)
│ │ │ │ │ │ │ │ │ │ │
│ │ │ │ │ │ │ │ │ │ └─> Robert de Marle (mort el 1415), 
comte de Marle
 i 
de Soissons

│ │ │ │ │ │ │ │ │ │ X 1408 Joana de Béthune (mort el 1450)
│ │ │ │ │ │ │ │ │ │ │
│ │ │ │ │ │ │ │ │ │ └─> Joana de Marle (1415 -1462), comtessa de Marle i de Soissons
│ │ │ │ │ │ │ │ │ │ X 1435 
Lluís de Luxemburg-Saint Pol
 (1418 -1475), 
comte de Ligny
 i 
de Saint Pol

│ │ │ │ │ │ │ │ │ │
│ │ │ │ │ │ │ │ │ ├─> Felip (1372 -1396)
│ │ │ │ │ │ │ │ │ │
│ │ │ │ │ │ │ │ │ ├─> Carles (1373 -1392), senyor de Nogent-le-Rotrou 
│ │ │ │ │ │ │ │ │ │
│ │ │ │ │ │ │ │ │ ├─> Maria (1374 -?)
│ │ │ │ │ │ │ │ │ │ X 1384 
Guillem II de Namur
, 
marcgravi de Namur
 (1355 † 1418)
│ │ │ │ │ │ │ │ │ │
│ │ │ │ │ │ │ │ │ ├─> 
Eduard III
 (mort el 1415), duc de Bar 
│ │ │ │ │ │ │ │ │ │
│ │ │ │ │ │ │ │ │ ├─> 
Lluís II de Bar
 (mort el 1431), 
bisbe de Verdun
, cardenal i duc de Bar.
│ │ │ │ │ │ │ │ │ │
│ │ │ │ │ │ │ │ │ ├─> Iolanda la Jove, (morta el 1421)
│ │ │ │ │ │ │ │ │ │ X Adolf duc de Juliers (Jülich) i de Berg (mort el 1437)
│ │ │ │ │ │ │ │ │ │
│ │ │ │ │ │ │ │ │ ├─> Joan (1380 -1415), senyor de Puisaye 
│ │ │ │ │ │ │ │ │ │
│ │ │ │ │ │ │ │ │ ├─> Bona (morta el 1400)
│ │ │ │ │ │ │ │ │ │ X 1393 Walerà de Luxemburg, comte de Ligny (mort el 1415)
│ │ │ │ │ │ │ │ │ │
│ │ │ │ │ │ │ │ │ └─> Joana (morta el 1402)
│ │ │ │ │ │ │ │ │ X 1393 
Teodor Paleòleg
, 
marquès de Montferrat
 (1361 -1418)
│ │ │ │ │ │ │ │ │
│ │ │ │ │ │ │ │ ├─> Elionor (mort el 1332)
│ │ │ │ │ │ │ │ │ X 1330 
Raül
 (mort el 1346), 
duc de Lorena

│ │ │ │ │ │ │ │ │
│ │ │ │ │ │ │ │ └─> Beatriu de Bar
│ │ │ │ │ │ │ │ X 
Guiu I Gonzaga
 (mort el 1369), 
senyor de Màntua

│ │ │ │ │ │ │ │
│ │ │ │ │ │ │ └─> Joana (1295 -1361)
│ │ │ │ │ │ │ X Joan, comte de Warren, de Sussex i de Strathein
│ │ │ │ │ │ │
│ │ │ │ │ │ ├2> Joan (mort el 1317), senyor de Puisaye
│ │ │ │ │ │ │
│ │ │ │ │ │ ├2> 
Teobald
 (mort el 1312), 
bisbe de Lieja

│ │ │ │ │ │ │
│ │ │ │ │ │ ├2> 
Renald
 (mort el 1316), 
bisbe de Metz

│ │ │ │ │ │ │
│ │ │ │ │ │ ├2> Erard (mort el vers 1336), senyor de Pierrepont
│ │ │ │ │ │ │ X Isabel de Lorena (morta el 1353)
│ │ │ │ │ │ │ │
│ │ │ │ │ │ │ ├─> Teobald (mort el 1354), senyor de Pierrepont
│ │ │ │ │ │ │ │ X Maria de Namur (1322 -1357)
│ │ │ │ │ │ │ │ │
│ │ │ │ │ │ │ │ ├─> Iolanda, dama d'Ancerville
│ │ │ │ │ │ │ │ │ X Eudes de Grancey
│ │ │ │ │ │ │ │ │
│ │ │ │ │ │ │ │ └─> Isabel, dama de Pierrepont
│ │ │ │ │ │ │ │ X Otó d'Arkel (mort el 1396)
│ │ │ │ │ │ │ │
│ │ │ │ │ │ │ ├─> Renald, senyor de Pierrefitte
│ │ │ │ │ │ │ │
│ │ │ │ │ │ │ ├─> Joan (mort el 1366), senyor de Pierrepont
│ │ │ │ │ │ │ │
│ │ │ │ │ │ │ ├─> Frederic (mort el 1355), semyor de Norroy
│ │ │ │ │ │ │ │
│ │ │ │ │ │ │ ├─> Enriqueta
│ │ │ │ │ │ │ │ X Enric, comte de Lützelstein
│ │ │ │ │ │ │ │
│ │ │ │ │ │ │ └─> Maria
│ │ │ │ │ │ │ X Joan, comte de Dampierre
│ │ │ │ │ │ │
│ │ │ │ │ │ ├2> Pere, mort abans de 1349, senyor de Pierrefort
│ │ │ │ │ │ │ X 1) Joana de Vienne
│ │ │ │ │ │ │ X 2) Elionor de Poitiers
│ │ │ │ │ │ │ │
│ │ │ │ │ │ │ ├1> Enric (mort el 1380), senyor de Pierrefort
│ │ │ │ │ │ │ │ X 1342 Isabel de Vergy
│ │ │ │ │ │ │ │ │
│ │ │ │ │ │ │ │ └─> Pere (1343 -1380)
│ │ │ │ │ │ │ │
│ │ │ │ │ │ │ ├1> 
Hug
 (mort el 1361), 
bisbe de Verdun

│ │ │ │ │ │ │ │
│ │ │ │ │ │ │ ├1> Esteve, mort jove
│ │ │ │ │ │ │ │
│ │ │ │ │ │ │ ├1> Giseleta
│ │ │ │ │ │ │ │ X 1334 Joan (mort el 1380), comte de Saarbruck
│ │ │ │ │ │ │ │
│ │ │ │ │ │ │ └1> Joana
│ │ │ │ │ │ │ X Walram (mort el 1366), comte de Deux-Ponts (Zweibrucken)
│ │ │ │ │ │ │
│ │ │ │ │ │ ├2> Felipa (morta el 1290)
│ │ │ │ │ │ │ X 1263 amb 
Otó IV
, 
comte de Borgonya

│ │ │ │ │ │ │
│ │ │ │ │ │ ├2> Alix (morta el 1307)
│ │ │ │ │ │ │ X 1278 Mateu de Lorena (mort el 1282), senyor de Beauregard
│ │ │ │ │ │ │
│ │ │ │ │ │ ├2> Mari (mort el 1333)
│ │ │ │ │ │ │ X Gobert d'Aspremont (mort el 1302)
│ │ │ │ │ │ │
│ │ │ │ │ │ ├2> Isabel, citada el 1295
│ │ │ │ │ │ │
│ │ │ │ │ │ ├2> Iolanda, morta jove
│ │ │ │ │ │ │
│ │ │ │ │ │ └2> Margarida, abadessa de 
Saint-Mauré

│ │ │ │ │ │
│ │ │ │ │ ├─> Enric, esmentat en 1249
│ │ │ │ │ │
│ │ │ │ │ ├─> Joana (1225 -1299)
│ │ │ │ │ │ X 1) Frederic de Blamont (mort el 1255)
│ │ │ │ │ │ X 2) Lluís (1235 - 1299), comte de 
Looz
 i de 
Chiny

│ │ │ │ │ │
│ │ │ │ │ ├─> Renald (mort el 1271)
│ │ │ │ │ │
│ │ │ │ │ ├─> Erard (mort el 1335)
│ │ │ │ │ │
│ │ │ │ │ └─> Isabel (morta el 1320)
│ │ │ │ │
│ │ │ │ ├2> Agnès
│ │ │ │ │ X 
Hug V de Châtillon
 (mort el 1248), 
comte de Saint-Pol
 i 
de Blois

│ │ │ │ │
│ │ │ │ ├2> Margarida
│ │ │ │ │ X 1) 1221 Enric III, comte de Salm (1191 -1228)
│ │ │ │ │ X 2) Enric de Dampierre (mort el 1259)
│ │ │ │ │
│ │ │ │ ├3> Renald, senyor de Briey
│ │ │ │ │
│ │ │ │ ├3> una filla, morta el 1214
│ │ │ │ │
│ │ │ │ ├3> Elisabet (mort el 1262)
│ │ │ │ │ X Walera de Limburg (mort el 1242), senyor de Monschau
│ │ │ │ │
│ │ │ │ └3> Margarida
│ │ │ │ X 1) 
Hug III
 (mort el 1243), 
comte de Vaudémont

│ │ │ │ X 2) Enric de Bois
│ │ │ │
│ │ │ ├─> Renald de Bar (mort el 1217), 
bisbe de Chartres
 de 
1182
 a 
1217

│ │ │ │
│ │ │ └─> Hug, canonge a Chartres
│ │ │
│ │ ├2> 
Thierry
 (mort el 1171), 
bisbe de Metz

│ │ │
│ │ ├2> Matilde
│ │ │ X Conrad I, comte de Kerberch
│ │ │
│ │ └2> Estefania, dama de Commercy
│ │ X Hug III, senyor de Broyes
│ │
│ ├─> 
Esteve
 (mort el 1162), 
bisbe de Metz

│ │
│ ├─> Guillem, mort avant 1105
│ │
│ ├─> Hug, citat el 1105, probablement religiós
│ │
│ ├─> Guntilda (morta el 1331), abadessa de 
Biblisheim

│ │
│ └─> Agnès
│ X 1104 Hermann II, comte de Salm (mort el 1136)
│
├─> Brunó
│
├─> Lluís, citat el 1080
│
├─> Frederic (mort el 1092), marquès de Susa
│
├─> Sofia, casada amb Folmar, comte de Froburg
│
├─> Beatriu (morta el 1092)
│ X 
Bertold I de Zähringen
 (mort el 1078), 
duc de Caríntia

│
└─> Matilde
X Hug de Dagsburg i Nordgau (mort el 1089)

```